# 藍翅鸚鵡
是分佈在塔斯曼尼亞及澳洲東南部的細小鸚鵡。
藍翅鸚鵡只有20厘米長，主要呈橄欖綠色，前額至眼睛間有藍帶，飛羽白色，腹部黃色。尾巴頂呈藍灰色，兩側及下尾呈黃色。牠們是兩性異形的，雌鳥較為沉色，雙翼上也有較多的綠色。
藍翅鸚鵡棲息在大草原、草原、果園、農地、沼澤、石楠叢、沙丘及其他遼闊的環境，且可以高達海拔1200米。牠們會於春天及夏天在塔斯曼尼亞進行繁殖，且會遷徙至澳洲過冬。牠們在地上覓食，主要吃種子、花朵、果實及昆蟲。繁殖期的群落數量多達2000隻。

## 外部連結
- 维基共享资源上的相關多媒體資源：藍翅鸚鵡